# Óscar Akira Yasser Noriega
Óscar Akira Yasser Noriega Pérez (Zapopan, Jalisco, 17 de marzo de 1979 -  2 de noviembre de 2020) fue un emprendedor tecnológico en serie, periodista, director editorial, gamer, empresario informático y conferencista mexicano. Akirareiko, es el nombre por el cual fue más conocido, el sobrenombre hace referencia a Akira, la obra de Katsuhiro Otomo; y a Reiko Nagase, personaje de la franquicia de videojuegos Ridge Racer. Falleció por COVID-19 a la edad de 41 años.

## Carrera profesional
Cuando todavía era estudiante en ciencias de la computación en el Instituto Tecnológico y de Estudios Superiores de Monterrey (ITESM) a finales de los años noventa, colaboró en Mexport, un servicio de hosting de páginas web.
A los 17 años, abandonó su carrera universitaria para dedicarse a emprender cuando co-fundó el medio Atomix junto con Jorge Alor con quien había colaborado en la revista Sputnik. Atomix y Sputnik formaban entonces parte de las publicaciones de la Editorial Alternativa Libre de Contenido Editorial “ALCE”, posteriormente llamada “Cero Grados”, que también incluía la revista de música Sonika. 
Inicialmente conocido como Limit-X y publicado como una revista impresa hasta 2009, Atomix se convirtió a partir de 1997 en unos de los mayores sitios de noticias de videojuegos y comunidad de gamers de Latinoamérica. Atomix también tuvo un programa de televisión en el Canal 11 de México, Atomix TV, del cual Akira fue presentador. Vendió la mayoría de sus acciones de Atomix a inversores en 2007 pero seguía siendo miembro de su junta. En 2011 había contribuido al lanzamiento de una versión de Atomix pensada para el iPad, cuyo prototipo se presentó en la Game Developers Conference y en el Electronic Game Show aquel año, y que llevó a la creación de String Publisher, una plataforma de publicación para iPad.
A partir de 2008, Akira fue co-creador, productor y host del show semanal centrada en la cultura geek llamado Nerdcore Podcast, con Leo Lambertini y con colaboración de Ophelia Pastrana y Melvin Lara en producción. Después de un hiato, Nerdcore Podcast se relanzó con un nuevo equipo.
En 2009, co-fundó la empresa de marketing digital SocialBits, también conocida como SCLBits fue una agencia pionera de marketing digital y lab con sede en la Ciudad de México que operó de 2009 a 2018. Vendió su participación en SocialBits y en otra empresa Conecti.ca en 2014. Trabajo con Nike y Telmex y les ayudó a diseñar sus estrategias en línea para navegar por las redes sociales y las tendencias móviles. 

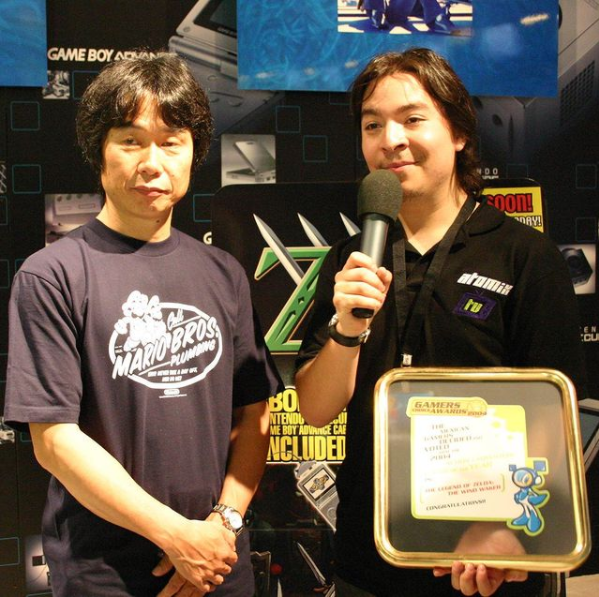
Akira Reiko y Shigeru Miyamoto

Fue cofundador y CEO de la startup de realidad aumentada Pocket Supernova Inc. Una startup de desarrollo de software móvil centrada en tecnologías de AR y Video, que cofundó en 2013 en Silicon Valley después de ser aceptados en  500 Startups en Mountain View, CA. Luego, la compañía operó desde Tokio, Japón, donde instalaron como sede de 2013 a 2017. Su producto más exitoso fue la app móvil Pocket Video, se ubicó en los primeros lugares de la App Store durante más de 3 años seguidos. fue una evolución de productos anteriores conocidos como Unda y VideoSelfie. En 2014, Pocket Supernova levantó una ronda de capital semilla de 1.2 millones de dólares de 500 Startups, CyberAgent, East Ventures, Klab Ventures, y ángeles.
En 2018 trabajo como CEO y cofundador de Wabisabi Design, una startup de realidad aumentada AR, VR, gráficos 3D y desarrollo de videojuegos, que además participó en la tercera edición de Yellow, la aceleradora de startups de la empresa tecnológica Snap Inc., dueña de Snapchat y otros productos.
También fue mentor en Wayra, Inversor ángel. Colaborador en MVS Radio 102.5FM, CNN México, Newsweek, Game Industry Biz,Anfitrión en Radioactivo 98.5FM, Presentador y productor en Atomix TV  y ponente en eventos como la Campus Party México o el Skyland Ventures Fest Tokyo.

## Fallecimiento
El día 2 de noviembre del 2020 su esposa anunció su fallecimiento por medio de un twit que decía "El día de hoy mi esposo @akirareiko falleció a causa de COVID 19. Hicimos todo lo que pudimos para salvar su vida. Óscar es mi mejor amigo y mi todo. Óscar tuvo una vida llena de grandes amigos y un montón de felicidad. Agradecemos a todos sus muestras de cariño".
El día 04 de Juilo de 2025 se dió a conocer el fallecimiento de su esposa: Aiko María Luisa Hosoya Aviña, debido a complicaciones renales que padecía anteriormente, noticia que se dió a conocer a través del siguiente tweet, .